# Kompensationsgrad
Kompensationsgraden er et udtryk for, hvor stor en andel af indkomstbortfaldet i forbindelse med ledighed, der dækkes via den understøttelse, den arbejdsløse evt. modtager som følge af sin ledighed. Kompensationsgrader kan udregnes på forskellige måder. Således kan man udregne bruttokompensationsgrader (dvs. andelen før skat) og nettokompensationsgrader (andelen efter skat). Inden for det enkelte land kan der desuden være flere forskellige udgaver af kompensationsgraden, alt efter hvilke typer indkomstoverførsler der medregnes. I Danmark opgøres kompensationsgraden ofte kun for folk, der modtager arbejdsløshedsdagpenge; alternativt kan kompensationsgraden udregnes for alle registrerede ledige, dvs. også ledige personer, der modtager kontanthjælp. I sidstnævnte tilfælde vil kompensationsgraden typisk være lavere.
Kompensationsgradens størrelse angiver graden af beskyttelse, den pågældende borger har ved ledighed. Samtidig kan den også påvirke incitamentet til at søge nyt arbejde. Kompensationsgraden spiller derfor en vigtig rolle i beregningen af virkninger af arbejdsmarkedsreformer.

## International sammenligning
Ifølge en opgørelse fra IMF fra 2011 for 51 lande rangerede den gennemsnitlige bruttokompensationsgrad fra 70 % i Holland til 9 % i Georgien. Efter Holland lå Schweiz (68,7 %), Sverige (68,5 %), Portugal (65 %), Spanien (63,5 %) og på sjettepladsen Norge med en kompensationsgrad på 62,4 %. Danmark lå på 11.pladsen i denne undersøgelse med en gennemsnitlig kompensationsgrad på 52,1 % - lige efter Italien og før Rusland.
Den gennemsnitlige kompensationsgrad vil typisk afhænge af flere forhold. I Danmark er den maksimale kompensationsgrad for dapgengeberettigede 90 %, men der er samtidig en maksimal sats, dvs. et loft for, hvor store dagpengene kan blive. Derfor har de fleste en effektiv kompensationsgrad, der er lavere. Omkring 85 % af de forsikrede ledige i Danmark modtog i 2014 det maksimale dagpengebeløb og havde dermed en kompensationsgrad, der var lavere end 90 %.
Mange andre europæiske lande har det samme system med en procentsats og en øvre grænse. Procentsatsen er oftest lavere end i Danmark (f.eks. 75 % i Holland og 67 % i Tyskland), mens loftet for, hvor stor understøttelsen kan blive, omvendt er højere (f.eks. 23.759 i Holland og 41.015 i Tyskland).

## Kompensationsgraden i Danmark
En ledig dagpengeberettiget, der tidligere har været beskæftiget med en timeløn på medianen af timelønsfordelingen, modtog i 2014 en dagpengeindkomst svarende til ca. 60 % af sin hidtidige arbejdsindkomst.
I samme rapport blev en gennemsnitlig "makroøkonomisk kompensationsgrad", der angiver dagpengeniveauet relativt til den gennemsnitlige lønindkomst for en arbejder i industrien, beregnet til knap 50 % i 2013. Kompensationsgraden er gradvist faldet siden begyndelsen
af 1980’erne, hvor den udgjorde over 60 %. Årsagerne til det vedvarende fald i kompensationsgraden skal bl.a. findes i den årlige regulering
af den maksimale dagpengesats. På grund af reglerne i den danske satsregulering følger udviklingen i dagpengene i det lange løb ikke helt med den almindelige lønudvikling.